# جان کارورز (بازیکن فوتبال)
جان کارورز (انگلیسی: John Carruthers؛ 1900 – ۱۹۵۹ (۵۸−۵۹ سال)) بازیکن فوتبال اهل بریتانیا بود.
از باشگاه‌هایی که در آن بازی کرده‌است می‌توان به باشگاه فوتبال ساوت شیلدز، باشگاه فوتبال کرو آلکساندرا، باشگاه فوتبال بلکپول، و باشگاه فوتبال برادفورد سیتی اشاره کرد.